# バラの聖母 (パルミジャニーノ)
『バラの聖母』（ばらのせいぼ、伊: Madonna della Rosa）は、現在、ドレスデンのアルテ・マイスター絵画館にある、パルミジャニーノの1530年の油彩画である。

## 歴史
本作は元来、ピエトロ・アレティーノのために描かれた。しかし、神聖ローマ皇帝カール5世の戴冠式のために1529年12月から1530年4月にかけてクレメンス7世がボローニャに滞在した折に、作品は教皇に与えられた。作品は一般的に1530年3月までに完成したと見なされている。この時期にパルミジャニーノは、後の作品用の顔料を買うために上院議員ルドヴィーコ・カルボネージとともにヴェネツィアに赴いたからである。後の作品とは、ボローニャにあるサン・ペトロニオ教会のサン・マウリツィオ・チャペルのための、未完成となったフレスコ画であるが、このフレスコ画はカール5世自身から個人的に依頼されたものであった。蹴るポーズの足を表している幼子イエス・キリストを描いた本作の準備素描が現在、チャッツワース・ハウスのデボンシャー・コレクションに所蔵されている。
しかし、パルミジャニーノが1530年にボローニャを発ったことにより、本作は実際には教皇ではなく、ディオニージとバルトロメオ・ザーニ父子のもとに残された。ピエトロ・ラーモは1560年にバルトロメオの家で本作を見たと記しており、『球体に指を載せている赤子を腕に抱く聖母』と描写した。1566年に、作品はボローニャ周辺の丘のヴィラ・ザーニにあり、そこでドーニは作品と古物のコレクションを見た。
本作は、最初にカヴァッツォーニによって現在の名称を与えられ、それ以前にすでに悪名高い高値がつけられていた。ドーニは、「大きなカップ一杯分のスクード (当時のイタリアの通貨の一つの名称）でも、その対価が払えないだろう」と書いている。ザーニ家は、ヴィンチェンツォ1世・ゴンザーガ（1585年2月）やファルネーゼ枢機卿など、40スクードを提供した本作の購入希望者数人を拒否した。50点もの複製がヴァザーリの時代までにすでに作成されており、すべての複製はオリジナルを大事にしていた代々の所有者により委託された。そのうちの一点は現在、英国のロイヤル・コレクションにある。1752年になってようやく、パオロ・ザーニ伯爵はオリジナルの作品をザクセンのアウグスト３世に1350ゼッキーノ（当時のイタリアの通貨の一つ）で売却し、作品を現在の所蔵元であるドレスデンのアルテ・マイスター絵画館にもたらした。